# 氣候突變
氣候突變指的是氣候在短期內發生劇烈變化的現象。石炭紀雨林崩潰事件、新仙女木事件、丹斯伽阿德-厄施格尔周期、哈因里奇事件等都是氣候突變造成的。新仙女木事件時，地球氣溫在不到十年間就發生了10 °C（18 °F）。在全球暖化的現代，氣候突變也是人類安全的重大威脅之一。

## 外部連接
- 全新世的气候突变 （页面存档备份，存于），中国气象报社

- Abrupt Climate Change Information from the Ocean & Climate Change Institute （页面存档备份，存于）, Woods Hole Oceanographic Institution
- U.S. Global Change Research Program, Abrupt Climate Change